# Vegas.com 500 1999
Vegas.com 500 1999 var ett race som var den nionde deltävlingen i Indy Racing League 1999. Racet kördes den 26 september på Las Vegas Motor Speedway. Sam Schmidt tog sin första och enda IndyCar-seger, medan tvåan Kenny Bräck satte press på mästerskapsledaren Greg Ray inför säsongsfinalen. Robbie Buhl tog sig i mål på tredje plats.

## Slutresultat
| Plats | Förare                | Team                   | Grid |
| ----- | --------------------- | ---------------------- | ---- |
| 1     | Sam Schmidt           | Treadway Racing        | 1    |
| 2     | Kenny Bräck           | A.J. Foyt Enterprises  | 3    |
| 3     | Robbie Buhl           | Tri-Star Motorsports   | 21   |
| 4     | Scott Sharp           | Kelley Racing          | 6    |
| 5     | Buzz Calkins          | Bradley Motorsports    | 16   |
| 6     | Robby McGehee         | Conti Racing           | 19   |
| 7     | Jaques Lazier         | Truscelli Racing       | 20   |
| 8     | Tyce Carlson          | Blueprint-Immke Racing | 7    |
| 9     | Jeff Ward             | ISM Racing             | 17   |
| 10    | Stéphan Grégoire      | Dick Simon Racing      | 9    |
| 11    | Buddy Lazier          | Hemelgarn Racing       | 11   |
| 12    | Eliseo Salazar        | Nienhouse Motorsports  | 22   |
| 13    | Scott Harrington      | McCormack Motorsports  | 12   |
| 14    | Davey Hamilton        | Galles Racing          | 26   |
| 15    | Ronnie Johncox        | Tri-Star Motorsports   | 23   |
| 16    | Robby Unser           | Team Pelfrey           | 13   |
| 17    | Eddie Cheever         | Cheever Racing         | 18   |
| 18    | Donnie Beechler       | Cahill Racing          | 15   |
| 19    | John Hollansworth Jr. | TeamXtreme             | 8    |
| 20    | Mark Dismore          | Kelley Racing          | 2    |
| 21    | Greg Ray              | Team Menard            | 4    |
| 22    | Billy Boat            | A.J. Foyt Enterprises  | 9    |
| 23    | Johnny Unser          | Hemelgarn Racing       | 14   |
| 24    | Niclas Jönsson        | Hemelgarn Racing       | 25   |
| 25    | Scott Goodyear        | Panther Racing         | 5    |
| 26    | Willy T. Ribbs        | McCormack Motorsports  | 24   |